# Gilles Marguet
Gilles Marguet (ur. 3 grudnia 1967 w Pontarlier) – francuski biathlonista, brązowy medalista olimpijski i dwukrotny medalista mistrzostw świata.

## Kariera
W Pucharze Świata zadebiutował 19 stycznia 1990 roku w Anterselvie, zajmując 15. miejsce w sprincie. Tym samym już w swoim debiucie zdobył pierwsze punkty. Na podium zawodów tego cyklu jedyny raz stanął 16 stycznia 1993 roku w Val Ridanna, kończąc rywalizację w sprincie na trzeciej pozycji. Wyprzedzili go tam jedynie Włoch Johann Passler oraz Ulf Johansson ze Szwecji. Najlepsze wyniki osiągnął w sezonie 1989/1990, kiedy zajął 21. miejsce w klasyfikacji generalnej.
Na mistrzostwach świata w Borowcu w 1993 roku wspólnie z Thierrym Dusserre’em, Xavierem Blondem i Lionelem Laurentem zdobył brązowy medal w biegu drużynowym. Podczas mistrzostw świata w Pokljuce w 2001 roku reprezentacja Francji w składzie: Gilles Marguet, Vincent Defrasne, Julien Robert i Raphaël Poirée zwyciężyła w sztafecie. Był to pierwszy w historii złoty medal dla Francji w tej konkurencji. Brał też udział w igrzyskach olimpijskich w Salt Lake City, gdzie razem z Defrasne’em, Robertem i Poirée zdobył brązowy medal w biegu sztafetowym. Wziął również udział w sprincie, kończąc rywalizację na 66. miejscu. Były to jego jedyne starty olimpijskie.
W 1995 roku wywalczył srebrny medal w sprincie podczas mistrzostw Europy w Grand-Bornand, gdzie lepszy był tylko Poirée.

## Osiągnięcia

### Igrzyska olimpijskie
| Rok  | Miejscowość    | Konkurencje | Konkurencje | Konkurencje | Konkurencje | Konkurencje | Konkurencje | Konkurencje |
| Rok  | Miejscowość    | IN          | SP          | PU          | MS          | RL          | MR          | SR          |
| ---- | -------------- | ----------- | ----------- | ----------- | ----------- | ----------- | ----------- | ----------- |
| 2002 | Salt Lake City | –           | 66.         | –           | nd.         | 3.          | nd.         | –           |

### Mistrzostwa świata
| Rok  | Miejscowość            | Konkurencje | Konkurencje | Konkurencje | Konkurencje | Konkurencje | Konkurencje | Konkurencje |
| Rok  | Miejscowość            | IN          | SP          | PU          | MS          | RL          | MR          | SR          |
| ---- | ---------------------- | ----------- | ----------- | ----------- | ----------- | ----------- | ----------- | ----------- |
| 1990 | Kontiolahti/Oslo/Mińsk | 39.         | –           | nd.         | nd.         | –           | nd.         | –           |
| 1991 | Lahti                  | –           | 20.         | nd.         | nd.         | 6.          | nd.         | –           |
| 1993 | Borowec                | –           | 71.         | nd.         | nd.         | –           | nd.         | –           |
| 2001 | Pokljuka               | –           | 46.         | 50.         | –           | 1.          | nd.         | –           |

### Puchar Świata

#### Miejsca w klasyfikacji generalnej
| Sezon     | Miejsce |
| --------- | ------- |
| 1989/1990 | 21.     |
| 1990/1991 | 29.     |
| 1991/1992 | 59.     |
| 1992/1993 | 44.     |
| 1993/1994 | -       |
| 1994/1995 | -       |
| 2000/2001 | 36.     |
| 2001/2002 | 51.     |
| 2002/2003 | 75.     |

#### Miejsca na podium chronologicznie
| Lp. | Dzień       | Rok  | Miejscowość | Konkurencja     | Lokata | Pudła | Czas biegu | Strata | Zwycięzca      |
| --- | ----------- | ---- | ----------- | --------------- | ------ | ----- | ---------- | ------ | -------------- |
| 1.  | 16 stycznia | 1993 | Val Ridanna | Sprint na 10 km | 3.     | 0+1   | 25:16.3    | +13,1  | Johann Passler |